# Scoliacma albicosta
Scoliacma albicosta là một loài bướm đêm thuộc phân họ Arctiinae, họ Erebidae.